# 条件接收
条件接收（Conditional Access，缩写为CA）是对内容的一种保护，它要求在满足一定的条件下才能访问某种内容。这个术语通常用于数字电视系统领域，早期尤其是卫星电视。现在有线数字电视也普及了。移动电视（CMMB）、地面电视（中国DTMB，欧洲DVB-T）等都会用到。

## 数字视频广播
在数字视频广播标准中，条件访问系统（CAS）标准中定义的规范文档用于DVB-CA（条件访问），包括通用加扰算法（DVB-CSA）和公用接口（DVB-CI），标准定义了数字电视流混淆的方法，并只能被有效解密访问智能卡。条件访问DVB规范来自于standards page on the DVB website。
通过组合扰频器、加扰和加密，数据流被48位密钥加扰，密钥被称为控制字。在一定时间内控制字的值是很小，在正常情况下，每分钟控制字会被内容提供商改变几次。控制字是通过一个方法连续生成并且不可预见；DVB规范中建议使用物理芯片生成。
为了接收到解扰后的数据流，就必须实时得知当前控制字。在实践中，控制字会稍微提前收到，所以不会中断收看。加密通常用来保护控制字传输到接收者：控制字被加密为entitlement control message（ECM）。授权机构通过entitlement management message（EMM）发送授权给接收机，接收机中的CA子系统就有权解密控制字。EMM消息通过接收机的智能卡具体到每个定阅者。